# Tentatives d'expansion allemande dans le Kabitaye et le Koba
Les tentatives d'expansion allemande dans le Kabitaye et le Koba, deux royaumes traditionnels dans le centre de la Guinée maritime, aujourd'hui en république de Guinée, correspondent à des efforts de l'Empire allemand pour prendre le contrôle de ces régions, à l'instigation du négociant Friedrich Colin, dans les années 1882-1885. Mais à la fin de l'année 1885, l'Allemagne reconnaît, dans un accord avec la France, que ces régions font partie de la zone d'influence de la France, tandis qu'elle même va se concentrer sur le Togo et le Cameroun.

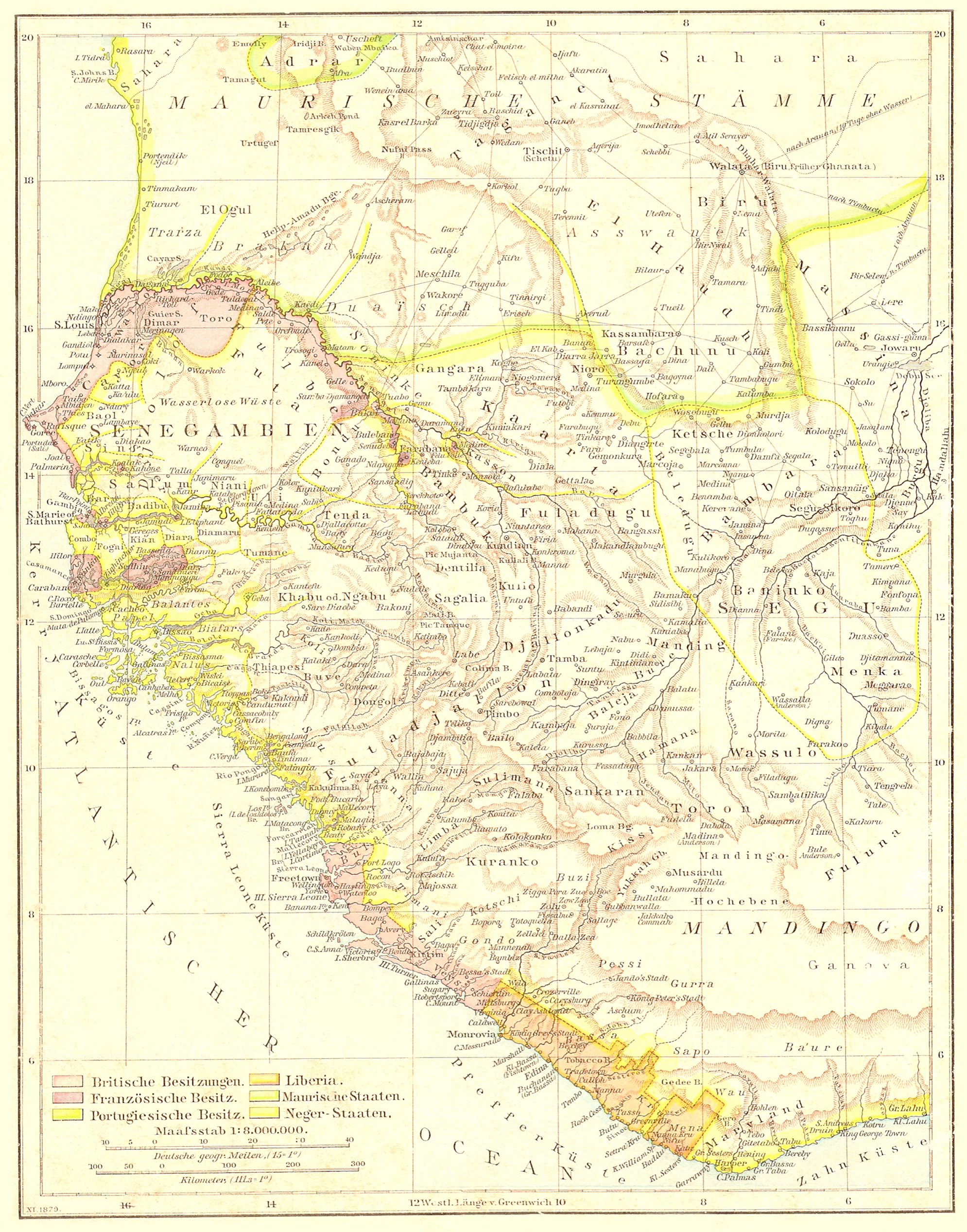
Carte de 1881 de la Sénégambie. Les rivières Dubréka et Dembia débouchant dans la baie sont étiquetées Sangari, les îles Los étant marquées comme une zone d'intérêt britannique.

## Les intérêts commerciaux de Friedrich Colin

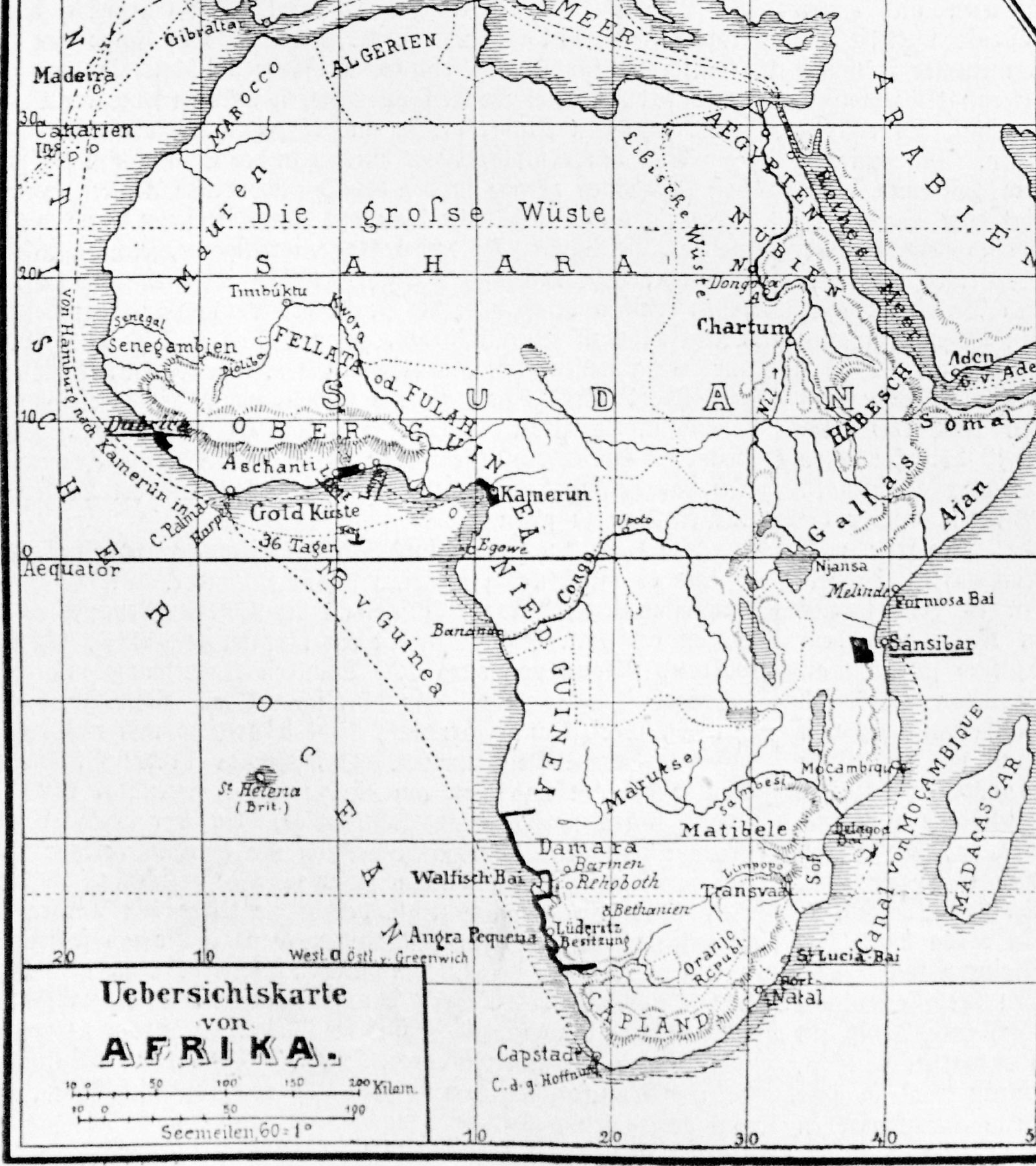
Carte de 1885 des possessions allemandes en Afrique, avec Kapitaï et Koba représentés comme Dubrica

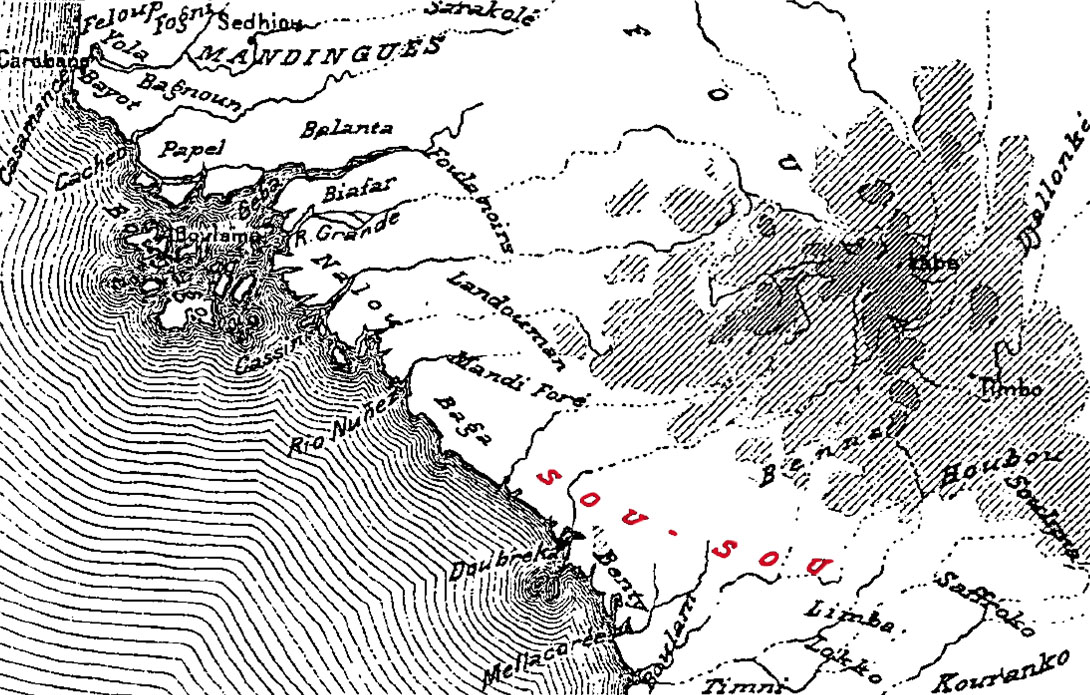
Carte détaillée de la Basse-Guinée avec les zones habitées de Baga et Sousou (fin XIXe siècle).

L'homme d'affaires de Stuttgart Friedrich Colin faisait du commerce en Afrique de l'Ouest depuis 1870 pour le compte d'une société française. En 1882, la France a revendiqué la région comme faisant partie de son territoire des Rivières du Sud, bien qu'elle n'ait pas agi pour obtenir un contrôle effectif. À la suite de cette réclamation, Colin s'est séparé de ses partenaires français et a créé sa propre entreprise, bien que l'Association coloniale allemande refuse de lui apporter un quelconque soutien.
En 1883 et 1884, avec le soutien de son frère Ludwig, directeur de la Württembergische Vereinsbank à Stuttgart, Colin établit ses propres comptoirs commerciaux dans les zones non réclamées de Baga et Sousou et le long de la rivière Dubreka, notamment un à Bouramayah et signé des accords avec les dirigeants locaux,. Dans la même région, il y avait aussi un poste de traite français et un poste britannique, avec des employés allemands. Lors d'une réunion du chancelier Otto von Bismarck avec des hommes d'affaires faisant du commerce en Afrique le 28 avril 1884, Colin a d'abord demandé au gouvernement de protéger ses possessions en annexant le territoire des Rivières du Sud.
Le 9 mars 1885, avec des associés de Hambourg, Colin fonda la société Fr. Colin, Deutsch-Afrikanisches Geschäft à Francfort-sur-le-Main, pour explorer et développer le commerce avec l'Afrique de l'Ouest et notamment pour atteindre la source du Niger dans les montagnes du Fouta Djallon.:153. Le capital fondateur était de 600 000 marc dont 420 000 marc étaient directement souscrits à Francfort, avec des actions d'une valeur nominale de 10 000 marc. Les comptoirs commerciaux de Colin en Afrique furent rattachés à la nouvelle société. Grâce à son frère, Colin a pu s'associer en tant que partenaires et sponsors, le prince Hermann zu Hohenlohe-Langenburg, comte Friedrich von Frankenberg und Ludwigsdorf (de), Freiherr Karl von Varnbüler (de), les banquiers Albert Andreae de Neufville (de) et Julius Stern (de), ainsi que les hommes d' affaires Adolf von Brüning (de), Gustav Godeffroy (de), Leopold Schoeller (de) et Gustav Siegle (de). Ces noms lui assuraient la bonne volonté du Foreign Office,.

## Création du «Colinsland»

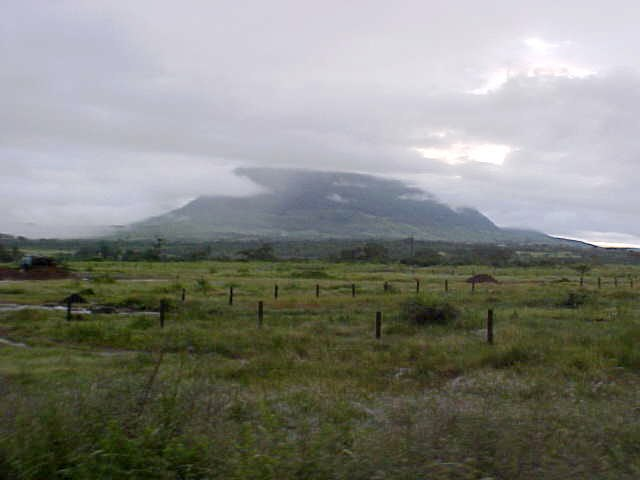
Le paysage entre Conakry et Kamsar, anciennement Koba.

Le territoire que revendiquait Colin se composait de cinq petits royaumes Khabitaya, Koba, Bouramayah, Dubréka et Soumbouya, dont seuls les deux premiers devaient finalement passer sous la protection impériale. Le Khabitayah vallonné et boisé (également Capitay, Kapitay, Kabitai ou Khabitaye) s'étendait entre les rivières Dombiah et Dubréka à environ 400-500 mètres d'altitude et couvert environ 1 650 km2 dans l'actuelle préfecture de Dubréka. La ville principale était Iatia (Yatiya). Le petit royaume de Koba (Kobah) s'étendait au nord sur une plaine entre les rivières Dombiah et Pongo, couvrant quelque 660 km2 dans la préfecture de Boffa, avec sa ville principale à Taboria (Taboriya). À l'époque Koba était riche en palmiers, colas, noix et autres arbres. Khabitaya possédait des hévéas mais était plus connu pour son minerai de fer, à cause duquel son nom local se traduisait par « pays des forgerons ». Les deux se prêtaient à l'établissement de plantations de café ou de coton. Ensemble, Khabitayah et Koba comptaient environ 30 à 40 000 habitants à majorité musulmane,:46ff,. Khabitayah comprend environ 48 villages et Koba 45. Le commerce outre-mer se faisait principalement par troc, échangeant du caoutchouc et du copal contre du tissu de coton, de l'alcool, de la poudre à canon et des fusils à silex.
Au sud, le royaume de Soumbouya a (également Sumbayland, Simbaya, Symbaya ou Sumbujo) dans l'actuelle préfecture de Coyah, avec son centre à Wonkifong, avait été bouleversé en 1884 à la suite de la mort de son souverain. Les agents locaux de Colin Louis Baur (de), Eduard Schmidt et Johannes Voss signèrent un accord avec l'un des prétendants au trône, Mory Fode, le 11 juillet 1884:340 et le 13 juillet en a signé un autre avec Alkali Bangali, souverain du Khabitayah:345. Après avoir signé un accord identique avec Ali Touré de Koba le 10 octobre 1884, Colin propose dans une lettre à Bismarck du 12 octobre que l'Empire allemand assume le statut de protecteur de ces territoires:155. Le roi Bala Demba de Dubréka, père du roi de Khabitayah a également envoyé une lettre, transmise à Berlin par Colin, dans laquelle il a demandé au Kaiser Guillaume Ier d'envoyer des commerçants et a promis de les protéger:241.
Les accords quelque peu ambigus avec le roi Mory et le roi Alkali garantissaient chacun, en échange d'une rente annuelle de 200 $, que Soumbouya et Khabitayah ne concluraient pas d'accords avec d'autres puissances sans l'approbation de l'Allemagne et laisseraient les accords commerciaux à Colin. Les familles royales, leurs sujets et l'ensemble des pays devaient être placés sous la « protection » allemande, les différends entre Européens et Africains étant régis par le droit allemand. Mory et Alkali devaient accorder des terres à Colin sans frais pour la construction de routes, de routes, de ponts, de chemins de fer et d'écoles de mission allemandes, et fournir les travailleurs nécessaires à la construction et à l'entretien:345.

## Revendications françaises et expédition de Nachtigal

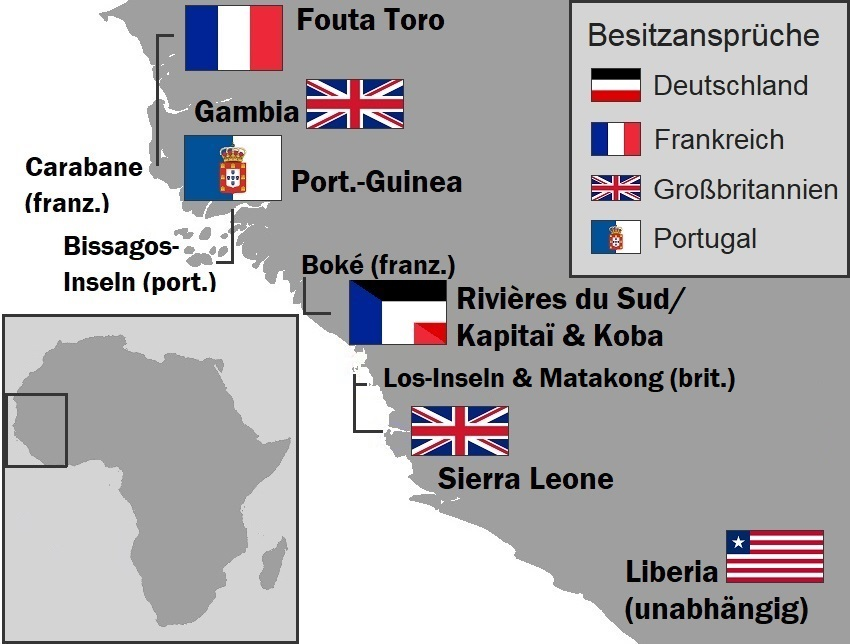
Revendications européennes sur la côte de l'Afrique de l'Ouest en 1885. Les rivières du Sud, dont Khabitayah et Koba étaient disputées par la France et l'Allemagne.

Dès 1880, les agents coloniaux français du Sénégal avaient signé des accords avec d'autres chefs et rois de la région. Le gouvernement français revendiquait donc tout le territoire compris entre le fleuve Pongo au nord et la Sierra Leone au sud. La France imposait des droits de douane sur les marchandises importées dans la région depuis l'Europe et exigeait des certificats sanitaires et des frais de mouillage des navires de passage.
En juin 1884, le commissaire impérial pour l'Afrique occidentale allemande (plus tard le Togo et le Cameroun), Gustav Nachtigal, et son représentant, Max Buchner, est arrivé à bord des navires de guerre SMS Möwe et SMS Elisabeth dans le but de confronter les nouvelles revendications allemandes à celles de la France. Nachtigal a offert à Balé Demba une réponse de l'empereur allemand Guillaume Ier et une épée dorée de la Renaissance en cadeau. Un autre cadeau, une statue équestre en fer de l'Empereur, n'a pas été offert en considération de la proscription des images dans l'Islam.
Cependant, la conclusion espérée d'un traité de protection n'a pas eu lieu. Selon Buchner, Balé Demba était « apparemment contre l'écriture ». Nachtigal et Buchner retournèrent donc à leurs navires et s'éloignèrent. Alarmée par les traités de Colin et la présence de navires de guerre allemands, la France établit formellement le 3 septembre 1884 un protectorat sur l'ensemble du Bouramayah (Bramiah, dans l'actuelle préfecture de Fria) et étend ses prétentions au Fouta Djallon (source des rivières du Niger, du Sénégal et de la Gambie).

## L'expéditionAriane

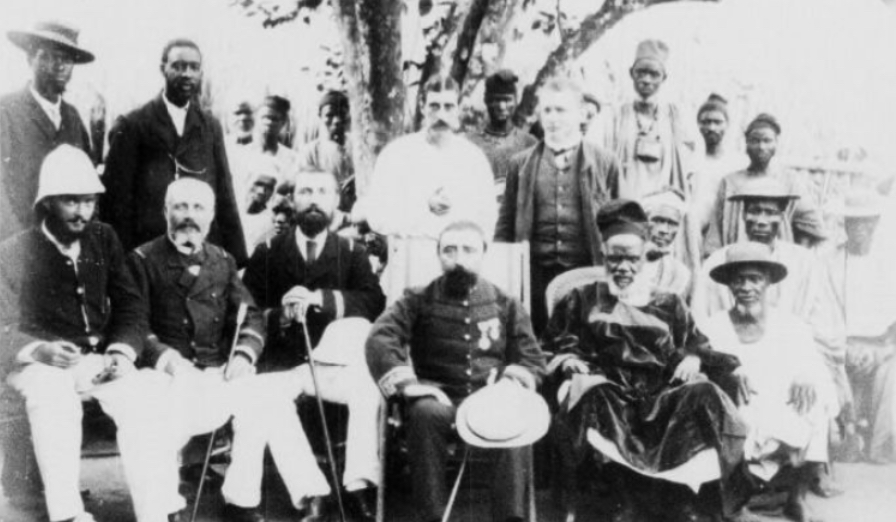
Le roi William Fernandez de Bramiya (devant, deuxième à partir de la droite) avec le lieutenant-gouverneur des Rivières du Sud Jean-Marie Bayol en 1885

Contrairement à Nachtigal, qui considérait que les revendications françaises rendaient les conditions inadaptées aux acquisitions coloniales allemandes en Sénégambie ou en Guinée, Colin ne reconnaissait aucun droit français et, en octobre 1884, exhorta le gouvernement à envoyer un autre navire de guerre pour protéger ses possessions. Le gouvernement s'y engage en novembre 1884 et fin décembre 1884 la canonnière SMS Ariadne arrive à l'embouchure de la Dubréka et place la région sous protection allemande. L' Ariane remonte les rivières Dubréka et Dombia fin décembre 1884. Le 1er janvier 1885, une chaloupe à vapeur débarqua le lieutenant-commandant Chüden, le lieutenant du Bois, le lieutenant Oppenheimer et cinq autres Allemands. Comme Colin, Chüden ne considérait pas les régions qu'il visitait comme territoire français. Le roi de Bouramayah, William Fernandez, reçut Chüden avec hospitalité et était prêt à coopérer, mais déclara avoir déjà signé des accords avec la France, le plus récemment le 4 septembre 1884. Chüden a donc abandonné le projet d'y hisser le drapeau allemand.
Le lendemain, les Allemands se rendent à Yatiya (Jatia) où Chüden rencontre le roi du Khaitayah, Alkali Bangali. Le 2 janvier 1885, il fait enfin hisser le drapeau allemand dans la baie de Sangaréa en présence du roi, des officiers allemands et de quelques marins. Khabitayah est désormais considérée comme la propriété de la maison F. Colin à Stuttgart. Le roi de Koba, Allie Te Uri, s'opposa aux demandes françaises de coopération et accepta volontiers avec les représentants allemands de hisser le drapeau allemand dans trois de ses villages entre le 4 et le 6 janvier 1885. Cette levée de drapeau fut communiquée au poste militaire français voisin de Boffa.
Le 6 janvier 1885, l'empereur Guillaume Ier publia une lettre officielle de protection pour les colonies de Dubréka et de Dombia. Colin a accepté de payer le coût de la construction d'une administration coloniale allemande, mais cela ne s'est jamais produit. À la suite de la Conférence de Berlin sur l'Afrique de l'Ouest, la France et l'Allemagne ont commencé à délimiter leurs sphères d'influence et leurs sphères d'influence à partir de février 1885. Le but de Bismarck était d'affaiblir le revanchisme français et d'encourager plutôt ses ambitions coloniales, ce qui aurait pour effet d'opposer la France à l'Angleterre.

## Accord avec la France
Après la mort de Nachtigal en avril 1885, l'ambassadeur d'Allemagne à Paris, le prince Chlodwig zu Hohenlohe-Schillingsfürst, chercha un accord avec la France. Les intérêts de Colin n'étaient pas les seuls à prendre en considération : la firme allemande Wölber & Brohm faisait campagne pour arrondir les frontières du Togoland en échange du renoncement à Khabitayah et Koba et Bismarck attachait plus d'importance aux bonnes relations avec la France qu'à la recherche de la sécurité de Colin. possessions. En revanche, le cousin de l'ambassadeur, le prince Hohenlohe-Langenburg, qui siégeait au conseil d'administration de la société Colin, tenta de le persuader de demander à la France de renoncer à ses prétentions sur Khabitayah et Koba, faute de quoi la société Colin subirait des pertes importantes. Les négociations s'arrêtèrent à l'été 1885, mais lorsqu'elles reprirent en novembre de la même année, la menace d'Herbert von Bismarck à Paris que « si nécessaire, l'Allemagne réglerait définitivement la baie de Sangareah » n'était qu'un bluff pour forcer une décision.
Dans le protocole franco-allemand du 24 décembre 1885, l'Allemagne a finalement reconnu la souveraineté de la France sur la région:202,:16. En retour, l'Empire allemand a reçu Batanga au Cameroun et Anecho au Togo à titre de compensation. Les « affaires germano-africaines » de Colin relèvent de la juridiction française et le prince Hermann zu Hohenlohe-Langenburg se retire de l'entreprise.

## Ère moderne
Dans la Guinée moderne, Koba forme avec Taboriya la sous-préfecture de Koba-Tatema dans la préfecture de Boffa. Khabitaye est un parc national de 4 900 hectares, tandis que l'ancien centre administratif de Kapitaï, Yatiya, relève désormais de la sous-préfecture de Khorira.